# Aeropuerto de Zaliv Lavrentiya
El Aeropuerto de Zaliv Lavrentiya (en ruso: Аэропорт Залив Лаврентия; ICAO: UHML; IATA: ), se encuentra prácticamente dentro de Lavrentiya, en el distrito autónomo de Chukotka, Rusia.
El aeródromo fue construido durante la Segunda Guerra Mundial y se inauguró en 1953.

## Pista
El aeropuerto de Zaliv Lavrentiya dispone de una pista de asfalto en dirección 14/32 de 1190x25 m. (3904x82 pies).
El aeropuerto es adecuado para la operación de aeronaves del tipo Antonov An-24, Antonov An-26 y similares, así como de todo tipo de helicópteros.

## Aerolíneas y destinos
La operadora del aeropuerto de Zaliv Lavrentiya es una filial de la compañía aérea rusa ChukotAvia, que ofrece un servicio regular entre Zaliv Lavrentiya y Anádyr.